# Gare de Kōnosu
La gare de Kōnosu (鴻巣駅, Kōnosu-eki) est une gare ferroviaire de la ville de Kōnosu, dans la préfecture de Saitama au Japon. Elle est exploitée par la compagnie JR East.

## Situation ferroviaire
La gare est située au point kilométrique (PK) 20,0 de la ligne Takasaki.

## Histoire
La gare a ouvert le 28 juillet 1883.

## Service des voyageurs

### Accueil
La gare dispose d'un bâtiment voyageurs, avec guichets, ouvert tous les jours.

### Desserte
- Ligne Takasaki :
  - voies 1 et 2 : direction Ōmiya, Tokyo ou Shinjuku et Yokohama
  - voies 2 et 3 : direction Kumagaya, Takasaki et Maebashi